# Will Grohmann

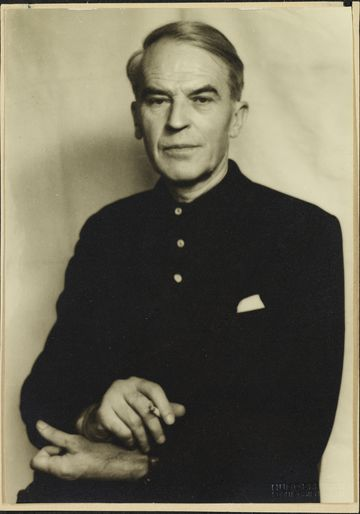
Hugo Erfurth: Will Grohmann

Will Grohmann (* 4. Dezember 1887 in Bautzen; † 6. Mai 1968 in Berlin) (Pseudonym: Olaf Rydberg) war ein deutscher Kunsthistoriker und Kunstkritiker.

## Leben
Will Grohmann wurde als Sohn des Gebietsfeldwebels und späteren Postsekretärs in der Flinzstraße in Bautzen geboren. Die Familie zog später nach Dresden, wo er bis zum Abitur die Kreuzschule besuchte. Er studierte in Leipzig und Paris Kunst- und Literaturgeschichte, Geschichte, Philosophie und Orientalistik. Das Staatsexamen bestand er mit Auszeichnung. 1914 wurde er promoviert. Ab 1914 war er als Lehrer in Dresden tätig – hauptsächlich am König-Georg-Gymnasium, wo er Französisch, Englisch, Italienisch, Spanisch, Latein, Hebräisch und Sanskrit lehrte. Erich Kästner und Fritz Löffler waren unter seinen Schülern.
Durch Abendkurse und Vorträge nahm er frühzeitig am Dresdner Kulturleben teil. Er suchte die Begegnung mit jungen Malern der Künstlergruppe „Die Brücke“, wurde Förderer des Bauhauses und holte die Tänzerin Mary Wigman nach Dresden. 1926 war er als Vorsitzender der Dresdner Sezession ausgewiesen.
Als engagierter Neuerer in allen Fragen der Kunst wurde er 1933 aus allen Ämtern entlassen. Er befasste sich mit archäologischen Themen bei der Reichsschrifttumskammer und schrieb u. a. über die Verbindungen zwischen den orientalischen und frühchristlichen Kulturen.
Bis zu seiner Entlassung 1933 war er auch Assistent an der Gemäldegalerie Dresden und arbeitete an dem Allgemeinen Lexikon der Bildenden Künstler von der Antike bis zur Gegenwart mit. 1924 begründete er mit dem Band über die Zeichnungen Ernst Ludwig Kirchners die Herausgabe seiner berühmten Künstlermonografien. Neben Kirchner schloss Grohmann Freundschaften mit den Malern Karl Schmidt-Rottluff, Otto Dix, Paul Klee, Wassily Kandinsky, Oskar Schlemmer und Willi Baumeister, als die Öffentlichkeit noch kaum etwas von den sich anbahnenden neuen Kunstrichtungen ahnte. Er arbeitete rastlos für das bessere Verständnis der neuen Kunst, schrieb Kataloge für Ausstellungen, publizierte in internationalen Kunstzeitschriften wie den Cahiers d’Art und machte besonders den deutschen Expressionismus in Frankreich salonfähig. Damals lagen die Meinungen der Künstler von „Brücke“ und Bauhaus weit auseinander, und Grohmann gelang es, viele Fäden zu knüpfen. Am engsten war das Verhältnis zu Paul Klee, da sich beide als Kunstphilosophen sehr ähnlich waren. Grohmann verstand es, sich in die Gedankenwelt der Künstler hineinzuversetzen, und durch sein profundes Wissen die Künstler und das Publikum zu verknüpfen.
1935 schrieb er unter dem Pseudonym Olaf Rydberg eine Monografie über Gret Palucca, mit der er zu dieser Zeit liiert war. Exemplare von Buchpublikationen Grohmanns über Friedrich Karl Gotsch, Wassily Kandinsky und Ernst Ludwig Kirchner, die in den Verlagen Ernst Arnold, Dresden, und Klinkhardt & Biermann, Leipzig, erschienen waren, wurden aus dem Stadtmuseum Bautzen, dem Schlesischen Museum der Bildenden Künste Breslau,  der Kunstsammlung der Stadt Düsseldorf und dem Museum Folkwang Essen beschlagnahmt und anschließend vernichtet, weil die behandelten Künstler den Nationalsozialisten als „entartet“ galten.
Gleichwohl nahm er im „Dritten Reich“ eine ambivalente Haltung ein. Zum einen pflegte er den Kontakt zu den als „entartet“ verfemten Künstlern und blieb für sie eine wichtige Vertrauensperson und Informationsquelle. Zum anderen arrangierte er sich mit dem politischen System, indem er den Weg der politischen Opportunität einschlug und das Einverständnis mit dem nationalsozialistischen Kunstschriftstellertum suchte.
Nach 1945 wurde er zum Rektor der Hochschule für Werkkunst in Dresden berufen, für die er im September 1945 Charles Crodel gewann. Wegen politischer Differenzen zog er 1947 in den West-Teil Berlins. Er wurde an der Hochschule für Bildende Künste in Berlin-Charlottenburg Professor für Kunstgeschichte. Für die Berliner Ausgabe der Neuen Zeitung schrieb Grohmann ab 1947 über Themen des zeitgenössischen Kunstbetriebes. Von besonderer Bedeutung und unmittelbaren Einfluss waren dabei seine Besprechungen von Ausstellungen in West-Berlin, die er mehrfach pro Monat bis zur Einstellung des Blattes 1955 verfasste. Die in den späten 40er- und frühen 50er-Jahren führenden West-Berliner Galerien Rosen, Springer, Bremer, Schüler und auch Franz förderte er durch Eröffnungsreden bei Ausstellungen, Katalogbeiträge u. ä. Als Mitglied des documenta-Rates war er beteiligt an den Documenta-Ausstellungen in Kassel, den Biennalen in Venedig, an internationalen Ausstellungen als Berater von den USA bis Japan. Er wurde als der Papst und Doyen der deutschen Kunstkritik bezeichnet. In den 1950er Jahren lieferte er sich teilweise erbitterte Debatten mit dem gegenständlichen Maler und Vorsitzenden des wiedergegründeten Deutschen Künstlerbundes, Karl Hofer, um die Bewertung der gegenständlichen gegenüber der abstrakten Kunst. Letztere betrachtete Grohmann für die einzig zukunftsfähige.
Er spürte auch neue Talente auf, wie z. B. Gerhard Richter. Das Museum of Modern Art in New York ernannte ihn zum Ehrenmitglied. Grohmann erhielt 1960 das Große Verdienstkreuz der Bundesrepublik Deutschland. Anlässlich seines 80. Geburtstags wurde der Will-Grohmann-Preis gestiftet. Nach seinem Tod 1968 wurde das Grohmann-Archiv in der Staatsgalerie Stuttgart eingerichtet und ein Stipendium für Nachwuchskünstler gestiftet.
Er förderte mit seinen Schriften die Abstrakte Kunst in Deutschland. Er veröffentlichte unter anderem Monografien über Paul Klee, Willi Baumeister, Henry Moore, Heinz Trökes, Wassily Kandinsky und Ernst Ludwig Kirchner. Grohmann pflegte eine langjährige Freundschaft zum griechisch-französischen Kunstkritiker Christian Zervos.